# Abe Coleman
Abe Coleman, właśc. Abe Kelmer (ur. 20 września 1905 w Żychlinie, zm. 28 marca 2007 w Queens) – amerykański zapaśnik zawodowy (wrestler), pochodzenia żydowskiego.
Urodzony na ziemiach polskich, w 1923 emigrował do Kanady, a stamtąd do USA. Coleman walczył m.in. w nowojorskiej Madison Square Garden, w Sunnyside Arena w Queens oraz St. Nicholas Arena na Manhattanie. Należał do nielicznych zapaśników żydowskich, nadano mu przydomki „żydowskiego Tarzana” i „hebrajskiego Herkulesa”. 
Do jego przeciwników należeli Jim Londos, George Zaharias, George Temple (brat aktorki Shirley Temple). Stoczył łącznie ponad dwa tysiące walk. Karierę zakończył w wieku 50 lat i został sędzią ringowym. Pracował również w departamencie motoryzacyjnym władz stanowych Nowego Jorku jako urzędnik ds. tablic rejestracyjnych.